# Anders Askevold

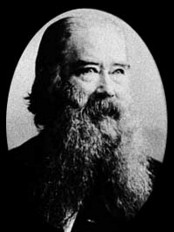
Anders Askevold

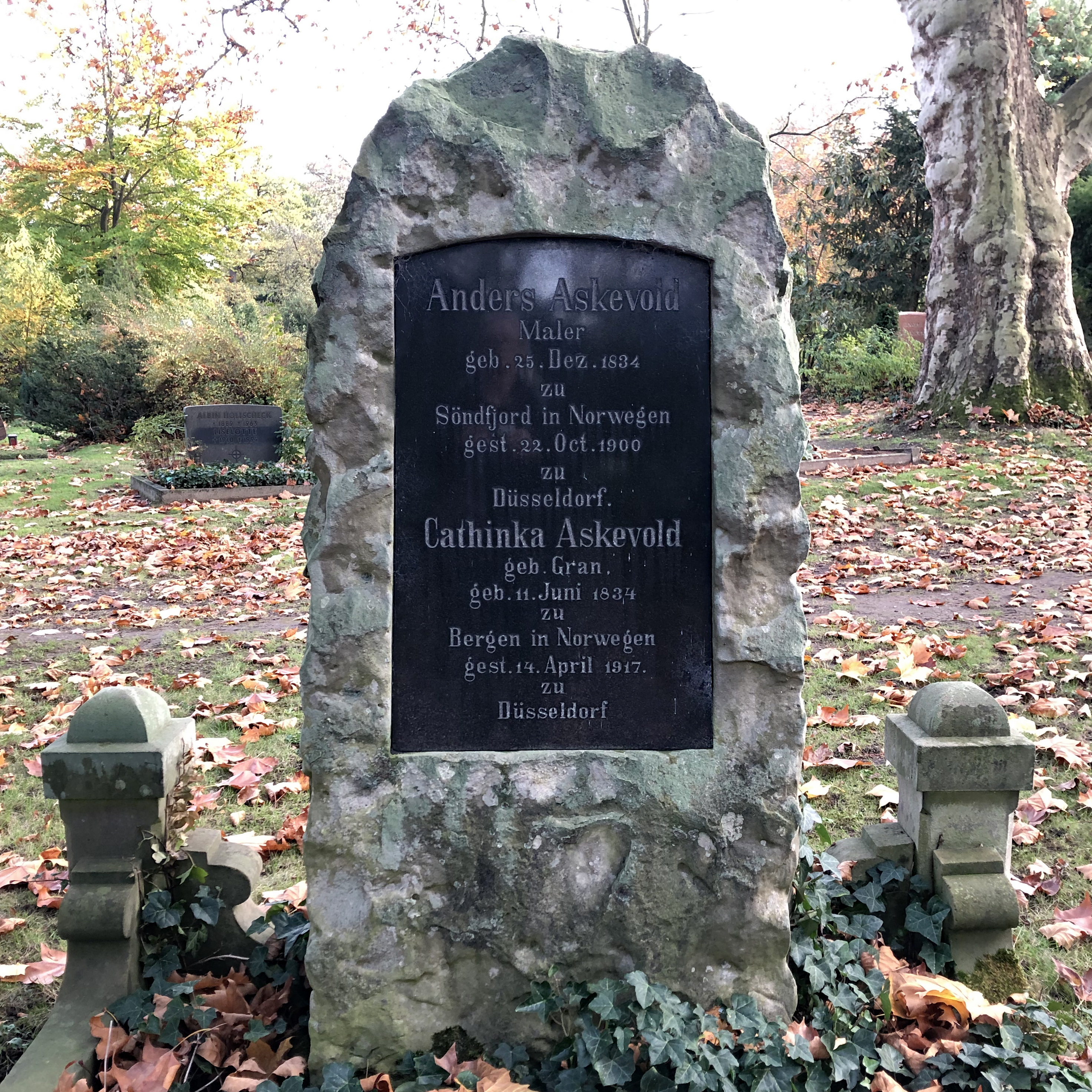
Grabstätte Anders und Cathinka Askevold (2020)

Anders Monsen Askevold (* 25. Dezember 1834 in Askvoll; † 22. Oktober 1900 in Düsseldorf) war ein norwegischer Landschafts- und Tiermaler der Düsseldorfer Malerschule.

## Leben
Als zweites von zehn Kindern des Küsters und Lehrers Mons Andersson Askevold (1806–1889) und dessen Ehefrau Johanne Johansdatter, geborene Grav (1809–1901), begann er zunächst autodidaktisch zu zeichnen. Von 1847 bis 1854 war er Schüler von Hans Leganger Reusch (1800–1854) in Bergen und zwischenzeitlich Schüler der dortigen Zeichenschule unter Franz Wilhelm Schiertz. Anschließend begab er sich in die Hauptstadt Christiania und nahm dort an der Königlichen Zeichenschule am Unterricht von Knud Bergslien teil. Den Aufenthalt finanzierte er durch Porträtieren. Im Herbst 1855 reiste Askevold nach Düsseldorf, wurde dort Privatschüler seines Landsmanns Hans Fredrik Gude und wechselte im folgenden Jahr in dessen Landschafter-Klasse an der Kunstakademie. In Düsseldorf verkehrte er im Kreis der zahlreich in Düsseldorf studierenden und auch bereits niedergelassenen skandinavischen Künstler, unter ihnen Adolph Tidemand und Amélie von Schwerin.
1858 kehrte er nach Norwegen zurück und trat 1860 eine durch ein Stipendium ermöglichte Studienreise an. Sie führte ihn über Düsseldorf nach Paris, wo er sich künstlerisch an den führenden Tiermalern Constant Troyon und Rosa Bonheur orientierte. Zurück in Bergen heiratete er 1862 Katarina Maria Didrike Gran (1834–1917) und zog mit ihr nach Paris. Aus der Ehe gingen fünf Töchter und drei Söhne hervor, unter letzteren Anders (1869–1941), der Architekt wurde, und Ingolf Birger (1875–1951), später Professor für Pädagogik in Kassel. In Bergen unterrichtete Askevold auch einige Privatschüler in seinem Atelier, unter ihnen 1873/74 Ole Juul und 1875/76 Karl Uchermann (1855–1940), die beide von den Lofoten stammten. 1877/78 war er in München und betrieb Studien bei Friedrich Voltz. 1878 erfolgte der endgültige Umzug der Familie nach Düsseldorf (Wielandstraße 12, 1881 Sternstraße 20, 1885 Adlerstr. 12, 1886 Grafenberger Str. 50, 1892 Neanderstr. 15, ab Grafenberger Chaussee 113 bzw. 122. Außerdem seit 1887 Atelier Pempelforter Straße 88).
1896 erlitt der Maler einen Schlaganfall, dessen Folgen ihm das weitere künstlerische Schaffen unmöglich machten; er starb 1900 im Alter von fast 66 Jahren. Cathinka Askevold starb 1917 und wurde neben ihrem Mann auf dem Düsseldorfer Nordfriedhof beigesetzt. Das Grab ist erhalten.
Von 1883 bis 1900 war Askevold Mitglied des Düsseldorfer Künstlervereins Malkasten.

## Werk

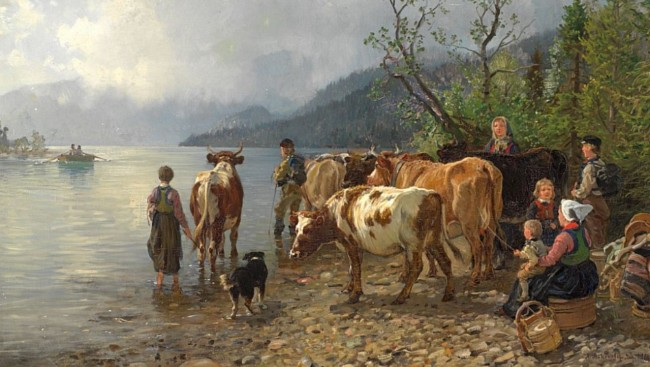
Cowsby

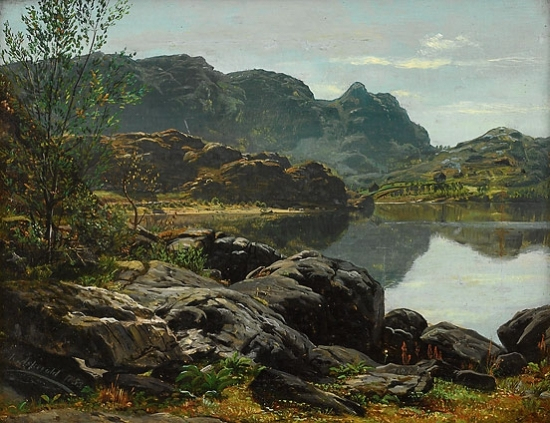
Landschaft mit See, 1853

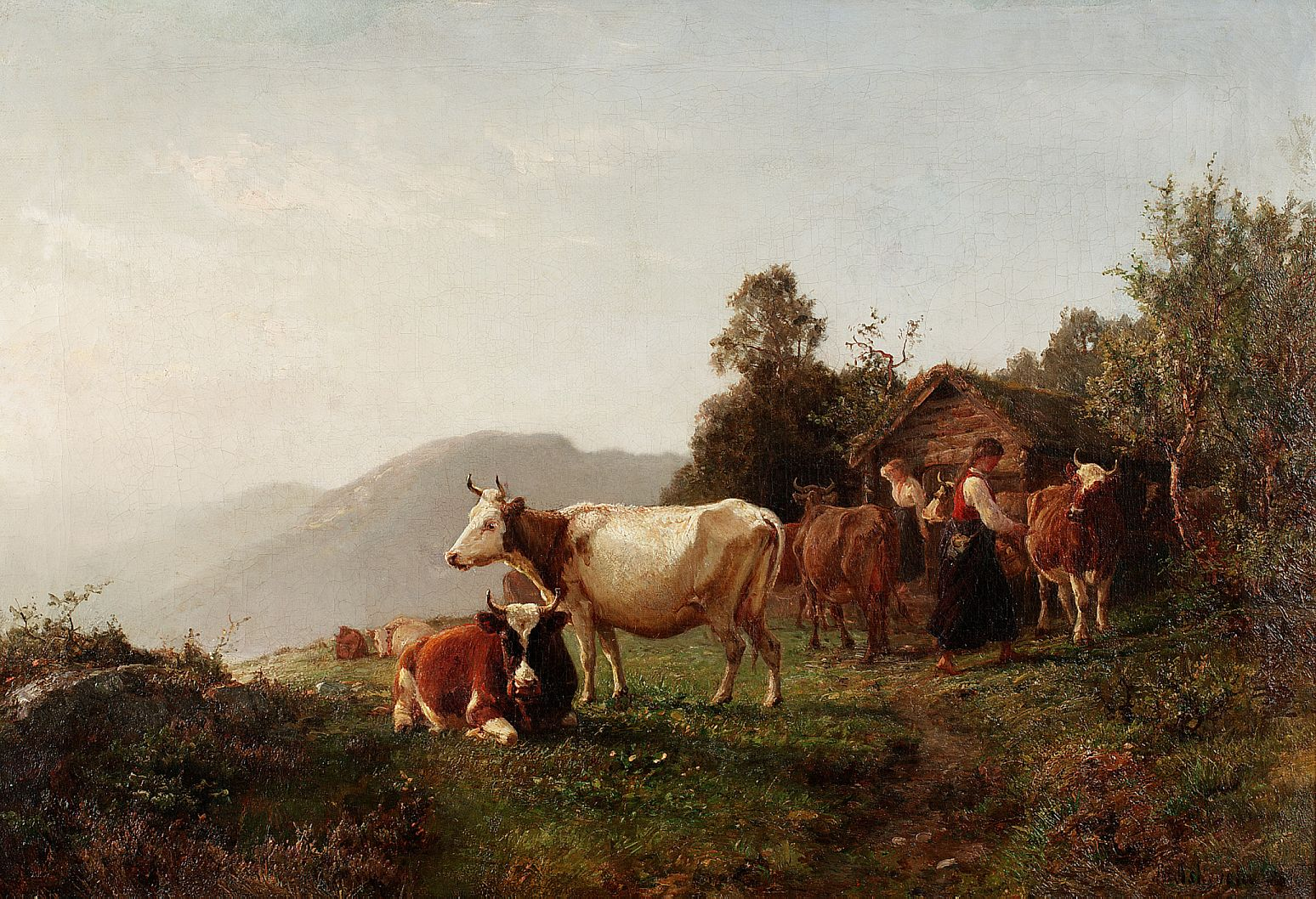
Sommerlandschaft mit Kühen, 1860

Mit Gude, Johan Fredrik Eckersberg und Morten Müller gehörte er zu den beliebtesten Künstlern der Spätromantik in Norwegen. Sein Anliegen war es, Tier-, Genre- und Landschaftsmalerei zu verbinden. Er knüpfte damit an die gemeinsamen Bemühungen von Gude und Adolph Tidemand an, die bisherigen Malereigattungen Landschaft und Genre zu vereinigen.
In seiner Studienzeit war es in Düsseldorf üblich, die Realität malerisch zu dramatisieren. Er wurde außer von Gude von August Cappelen, Erik Bodom und Lars Hertervig beeinflusst. Obwohl er sich in Paris aufgehalten hatte, ist ein Einfluss der französischen Malerei auf ihn nicht nachweisbar. Er fand einen eigenen Weg zwischen Realismus und Idealismus. Bis 1880 malte Askevold vornehmlich das Leben auf den Almen, wie er es in seiner Kindheit in Sunnfjord selbst erlebt hatte. Es ging ihm dabei um die Darstellung des einfachen Lebens der Bevölkerung in enger Gemeinschaft mit dem Vieh, das er in verklärtem Morgen- oder Abendlicht zeigt. Da seine Bilder auf eigenem Erleben basierten, erreichte er hohe Glaubwürdigkeit. Sie waren scheinbar realistisch, zugleich aber idealisiert und entsprachen damit auch dem damals verstärkten Bedürfnis der Norweger nach nationaler Selbstdarstellung (→ Norwegische Nationalromantik).
Kühe spielen eine große Rolle in diesen Bildern. Es war jedoch Askevolds Anliegen, Landschaft, Vieh und Mensch in ihrem harmonischen Zusammenwirken zu zeigen und keines dieser Elemente dominieren zu lassen. Die Kühe werden weder im langweiligen Ruhezustand noch in exaltiert dramatischer Bewegung gezeigt, sondern bei kleinen narrativen Ereignissen wie bei der Tränkung oder bei der Überfahrt über den Fjord im Zuge des Albauf- oder -abtriebs. Es lag nicht in Askevolds Absicht, auf soziale oder politische Probleme hinzuweisen. Dies haben ihm Kritiker später vorgeworfen. Sie taten Askevold gern als „Kuhmaler“ ab und erzählten, seine Bilder habe er nach der Zahl der abgebildeten Kühe kalkuliert.
In der allgemeinen künstlerischen Umbruchzeit um 1880 wandelten sich Malweise und Thematik auch seiner Bilder. Er gab das Kuhthema auf und wandte sich stärker der Fjordmalerei zu. Besonders malte er Szenen in Voss, am Sognefjord und Hardangerfjord. Seine Malweise wurde pastoser und weniger detailliert, seine Farben wurden blasser und kühler. Seine Fjordlandschaften werden von Einheimischen bevölkert, man sieht Siedlungen am Ufer, zuweilen ist auch ein Dampfer zu sehen. Diese Bilder wirken wie Veduten realer Orte, sind aber offenbar komponiert.
Die in den späteren Jahren entstandenen Bilder ähneln einander oft. Die Ursache ist im Käuferkreis zu suchen, der seit den 1880er Jahren hauptsächlich aus Touristen bestand, die das Land vom Kreuzfahrtschiff aus erlebten und in den Gemälden Reiseerinnerungen sahen. Wie viele norwegische Maler lebte er später überwiegend in Düsseldorf, von wo aus die Bilder besser zu vermarkten waren als in Norwegen. Schon früher war er dazu übergegangen, Bilder auch zu reduzierten Preisen zu wiederholen.
Neben den Atelierbildern in größeren und mittleren Formaten malte Askevold auch kleinere Freilichtstudien, die seit der Romantik zunehmend beliebt wurden und auch Käufer fanden. Die vom Impressionismus beeinflussten Kunsthistoriker schätzen bis heute diese mehr als seine Atelierbilder. Eine Reihe dieser Studien befindet sich im Nationalmuseum Oslo.

## Werkbeispiele
- Sommertag am See mit Kühen, 1876, 112 × 218 cm, Nationalmuseum Oslo
- Einschiffung von Kühen, 1869, 62 × 97 cm, Kunstmuseum Bergen
- Kühe im Wald, 1870, 44m3×62 cm, Kunstmuseum Bergen
- mehrere Gemälde befinden sich im Besitz des Blomqvist Kunsthandels in Oslo
- mehrere Bilder befinden sich in der Sammlung der Baronie Rosendal